# Souvigné (Deux-Sèvres)
Souvigné è un comune francese di 887 abitanti situato nel dipartimento delle Deux-Sèvres nella regione della Nuova Aquitania.

## Società

### Evoluzione demografica
Abitanti censiti